# Buffières
Buffières é uma comuna francesa na região administrativa de Borgonha-Franco-Condado, no departamento Saône-et-Loire. Estende-se por uma área de 11,95 km². Em 2010 a comuna tinha 284 habitantes (densidade: 23,8 hab./km²).